# Fegefeuer – Das Projekt
Fegefeuer – Das Projekt ist ein Album des deutschsprachigen Rappers MC Basstard. Es erschien 2003 unter der Katalog-Nummer BBX017 über das Berliner Label Bassboxxx. Der Vertrieb erfolgte über Distributionz. 2004 gründete Basstard mit Horrorkore Entertainment ein eigenes Label, sodass Fegefeuer die letzte über Bassboxxx erschienene Veröffentlichung darstellt.

## Hintergrund
Fegefeuer – Das Projekt entstand zwischen den Jahren 2000 und 2003. Die Stücke des Albums wurden in unterschiedlichen Tonstudios aufgenommen. Für einige Lieder erfolgten die Aufnahmen in Teilen jeweils in verschiedenen Studios. Zur Verwendung kamen die Studios Soldier Studios, 4.9.0 Studioz, Bassboxxx Studios und Krank Studio.

## Titelliste
1. Intro – 0:53
2. Sie nennen mich Basstard – 4:00
3. Fegefeuer (Remix) (feat. Isar) – 2:46
4. Das Feuer (feat. 4.9.0 Friedhof Chiller und Das Biest) – 6:57
5. Das Geisterhaus (feat. Mizz Dozia) – 4:10
6. Skit (feat. Julia und Relana) – 0:56
7. Riechst du das Flüstern (feat. Mach One) – 2:35
8. Das Spiel (feat. Don Schizo, Aci K, Schlafwandler, Frauenarzt, Mr. Long und Sady K) – 6:53
9. Shake (feat. Lolita, Sicc und Schlafwandler) – 3:52
10. Pyromania – 3:00
11. Club der Toten Dichter (feat. 4.9.0 Friedhof Chiller und Lady Cabrioh) – 4:04
12. Hör Auf! (feat. Akte One) – 4:18
13. Am Ende der Zeit (feat. Sez 1) – 4:35
14. Das letzte Lied (feat. 4.9.0 Friedhof Chiller und Dampf) – 4:38
15. Fegefeuer (Instrumental) – 2:41

## Produktion
An der Produktion von Fegefeuer waren Jayo, NHT, Frauenarzt, DJ Korx, Mach One, Playa Smoove beteiligt. Jayo steuerte die Melodien zu Intro, Das Feuer, Das Geisterhaus, Skit, Riechst du das Flüstern, Hör Auf! und Das letzte Lied sowie gemeinsam mit Playa Smoove zu Club der Toten Dichter bei. Mit jeweils einer Produktion waren NHT (Sie nennen mich Basstard) und DJ Korx (Shake) an der Entstehung des Albums beteiligt. Frauenarzt war für die Stücke Fegefeuer (Remix) und Das Spiel verantwortlich. Des Weiteren produzierte Mach One Pyromania und Fegefeuer (Instrumental).

## Vermarktung
Im Vorfeld war bereits das Video zu Fegefeuer erschienen. Dieses entstand unter der Regie von Kaisaschnitt für Paranoia Pictures und ist als 16. Titel auf dem Album vertreten.

## Illustration
Das Design und die Grafikarbeiten für das Cover wurden von Korx für Supadruck Grafix beigesteuert. Für die Schrift war Poltageist für Koka Grafxx verantwortlich.
Im Booklet ist neben einer Werbung für Obscuritas Eterna auch eine Ankündigung für Basstards eigenes Label Horrorkore Entertainment abgedruckt. Des Weiteren finden sich darin Verweise auf die Veröffentlichungen von Zwiespalt (Schwarz) und Zwiespalt (Weiss) im Winter 2004. Beide Alben erschienen schließlich erst einige Jahre später. Zwiespalt (Schwarz) wurde 2009 und Zwiespalt (Weiss) 2011 veröffentlicht.